# هنجارگذاری

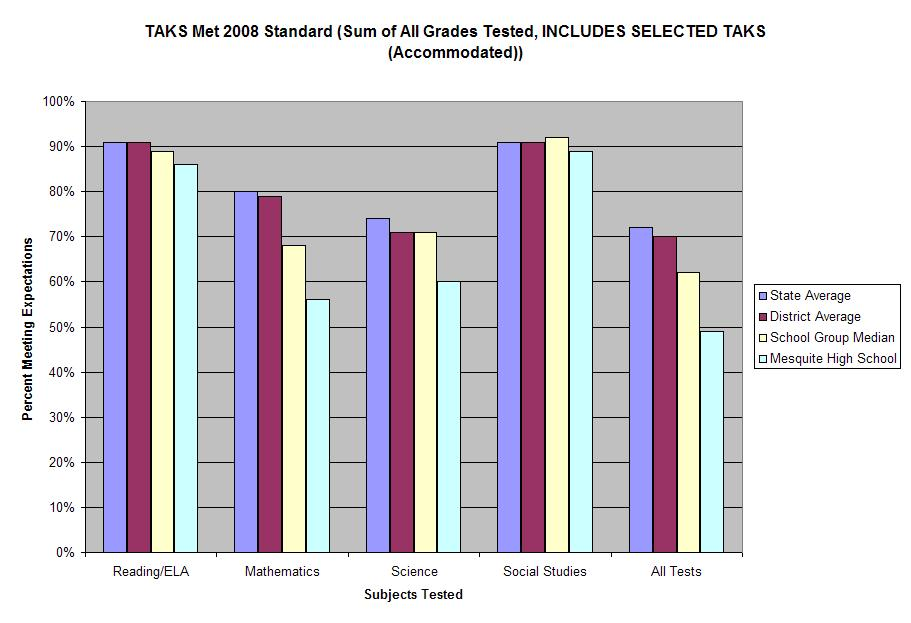
استانداردهای TAKS

هنجارگذاری (به انگلیسی: Normativity) به‌طور معمول به معنای بازگو کردن استانداردهای ارزش‌گذارانه است. در جوامع انسانی، هنجارگذاری پدیده‌ایست که طی آن برخی رفتارها یا بازخوردها به‌لحاظ درستی، خوش‌آیندی، روایی، یا نادرستی، ناخوش‌آیندی و ناروایی‌شان تعیین می‌شوند.
در مفهوم هنجاری‌سازی، یک هنجار به معنی استانداردی برای ارزشگذاری یا قضاوت درمورد یک رفتار یا بازخورد است. هنجارگذاری در جوامع تعادی بودن پدیده ای است که در جوامع بشری تعیین برخی اقدامات یا پیامدهای خوب یا مطلوب یا مجاز و برخی دیگر بد یا نامطلوب یا غیرمجاز است. هنجار در این مفهوم هنجاری به معنای استانداردی برای ارزیابی یا داوری دربارهٔ رفتار یا پیامدهای است. همچنین، هنجارسازی گاهی به معنای، بیان توصیفی یک استاندارد: انجام دادن کارهایی که به‌طور معمول انجام می‌شود یا آنچه در انتظار دیگران است، بی‌آنکه پیش‌داوریی داشته باشد.
بسیاری از محققان در این مورد سعی کردند تا استفاده از اصطلاح هنجارسازی را به معنای ارزیابی محدود کنند و به توصیف رفتار و پیامدهای آن به عنوان قطعیت، توصیفی یا پیش‌گویانه مراجعه نمایند.